# Malat-Aspartat-Shuttle
Das Malat-Aspartat-Shuttle (Malat-Zyklus) ist ein System zum indirekten Transfer des Reduktionsmittels NADH vom Cytosol in die Matrix der Mitochondrien.

## Funktionsweise

Schema des Malat-Aspartat-Shuttlesystems. Für Einzelheiten bitte Textinhalt beachten. Abkürzungen: (1) Malat; (2) Oxalacetat; (3) Aspartat; (4) Glutamat; (5) α-Ketoglutarat; cMDH cytosolische Malatdehydrogenase; mMDH mitochondriale Malatdehydrogenase; cAST cytosolische Aspartat-Aminotransferase; mAST mitochondriale Aspartat-Aminotransferase; OGC Malat/α-Ketoglutarat-Antiporter; AGC Aspartat/Glutamat-Antiporter; IMR Intermembranraum; Cyt Zytosol.

Das Shuttle-System besteht aus insgesamt vier verschiedenen Enzymen und zwei Antiport-Carriern.
Der Arbeitszyklus beginnt mit der NADH-abhängigen Reduktion von Oxalacetat zu Malat. Als Enzym ist dabei die cytosolische Malatdehydrogenase (cMDH) aktiv, ein Isoenzym der auch im Citratzyklus beteiligten mitochondrialen Malatdehydrogenase (mMDH). Das gebildete Malat wird durch den α-Ketoglutarat-Malat-Carrier in die Matrix des Mitochondriums transportiert, wobei α-Ketoglutarat im Antiport ins Cytosol gelangt. α-Ketoglutarat dient in einem späteren Schritt des Zyklus zur Regeneration des cytosolischen Oxalacetats.
Im Inneren des Mitochondriums oxidiert eine mitochondriale Malatdehydrogenase das importierte Malat wieder zu Oxalacetat, wobei NAD+ zu NADH+H+ reduziert wird. Die eigentliche Transportfunktion des Shuttles ist damit bereits erfüllt, allerdings sind zur Aufrechterhaltung des Zyklus noch weitere Schritte notwendig. So wird das Oxalacetat im Mitochondrium über eine mitochondriale Aspartat-Aminotransferase (mAST) Glutamat-abhängig zu Aspartat aminiert. Dabei wird aus Glutamat α-Ketoglutarat gebildet. Das Glutamat stammt aus dem Cytosol, wobei es durch den Aspartat-Glutamat-Carrier gegen das entstandene Aspartat ausgetauscht wird.
Im letzten Schritt des Zyklus wird das Aspartat im Cytosol durch eine cytosolische Aspartat-Aminotransferase (cAST) zu Oxalacetat, dem Ausgangsstoff für die erste Reaktion, umgesetzt. Dabei wird das im Austausch gegen Malat ins Cytosol transportierte α-Ketoglutarat in Glutamat umgewandelt. Dieses kann durch den erwähnten Aspartat-Glutamat-Carrier zurück in den Matrixraum transportiert werden.

## Biologische Bedeutung
Das Shuttlesystem ist notwendig, damit das u. a. in der Glykolyse erzeugte NADH der in den Mitochondrien lokalisierten Atmungskette zugeführt werden kann, um dort als Energieträger für die ATP-Synthese zu dienen. Gleichzeitig wird NAD+ regeneriert, so dass dieses in der Glykolyse wieder eingesetzt werden kann.
Es kommt bei Säugetieren sowohl in den Mitochondrien des Herzens, der Leber und der Nieren vor. Bei dem Transportprozess handelt es sich nicht um einen aktiven Transport, es können also keine NADH-Gradienten auf-, sondern nur abgebaut werden. Damit ist für einen ins Mitochondrium gerichteten Transport ein Überwiegen der cytosolischen NADH-Konzentration im Vergleich zur mitochondrialen erforderlich.
Im übrigen Gewebe, insbesondere im Muskel oder im Gehirn, wird cytosolisches NADH durch ein schnelleres Transportsystem der Atmungskette zugeführt, durch den sogenannten Glycerin-3-phosphat-Shuttle.
Das durch das Shuttlesystem ins Cytosol transportierte Oxalacetat kann überdies für die Glukoneogenese verwendet werden.

## Einordnung in den Stoffwechselzusammenhang
Das Malat-Aspartat-Shuttle stellt – neben dem Glycerin-3-phosphat-Shuttle – einen der Hauptwege des Transports von Elektronen/Reduktionsäquivalenten vom Cytosol in die Mitochondrien dar. Im Gegensatz zum Glycerin-3-phosphat-Shuttlesystem ist es energieeffizienter, da das in der Matrix generierte NADH direkt in den Atmungskomplex I eingespeist werden kann. Beim Glycerin-3-Phosphat-Shuttlesystem dagegen entsteht das energetisch schwächere Flavin-Adenin-Dinukleotid FADH2, dessen Elektronen über Ubichinon nur in den Atmungskomplex III gelangen können. So liefert ein cytosolisches NADH unter Verwendung des Malat-Aspartat-Shuttles in der Atmungskette etwa 2,5 ATP, wohingegen es beim Transport durch das Glycerin-3-phosphat-Shuttle lediglich ca. 1,5 ATP erzeugt.